# سالاس
بلدية سالاس (بالإسبانية: Salas) هي بلدية تقع في منطقة أستورياس شمال غرب إسبانيا.

## الديموغرافيا
بلغ عدد سكان بلدية سالاس 5.782 نسمة عام 2011 (وفقاً للمعهد الوطني للإحصاء الإسباني).
| 7.416 | 7.154 | 6.695 | 6.310 | 6.082 | 5.962 | 5.782 |